# Cox
Cox [pronunciado /'kox/] es un municipio de la Comunidad Valenciana, España. Situado en la provincia de Alicante y en la comarca de Vega Baja del Segura. Cuenta con una población de 7622 habitantes (INE 2024). Se trata de un municipio hispanófono, en el que el español cuenta con el predominio lingüístico reconocido legalmente.

## Geografía
La localidad se encuentra rodeada de una huerta al pie de la Sierra de Callosa y situada a 16 metros sobre el nivel del mar. Cox está ubicada en la llamada "Ruta de La Piedra", que comparte con las poblaciones vecinas de Callosa y Orihuela. Esta localidad también pertenece a la ruta Camino del Cid y a la Senda del poeta.

### Ubicación
Cox está situado en la vertiente nordeste de la Sierra de Callosa; a los 0 grados y 53 minutos de longitud oeste y 38 grados y 8 minutos de latitud norte; a unos 10 km de Orihuela, 22 km de Elche, 32 de Murcia y 45 de Alicante. El término municipal está atravesado por la Autovía del Mediterráneo (A-7), la carretera N-340 entre los pK 693 y 696 y por carreteras locales que comunican con Granja de Rocamora y Callosa de Segura.  
| Noroeste: Orihuela (exclave)       | Norte: Orihuela (exclave), Albatera y Granja de Rocamora | Noreste: Granja de Rocamora |
| Oeste: Callosa de Segura (exclave) |                                                          | Este: Callosa de Segura     |
| Suroeste: Redován                  | Sur: Redován y Callosa de Segura                         | Sureste: Callosa de Segura  |

La orografía es plana en la zona regada por el Segura y en los regadíos de boquera de la rambla de Abanilla, y es más abrupta al sur, donde está situada la Sierra de Callosa, perteneciente al Sistema Penibético con alturas como el pico del Águila, de 568 metros. La altitud oscila entre los 568 metros (Alto del Águila) y los 11 metros en la vega del Segura.  
Su clima mediterráneo está caracterizado por inviernos suaves y veranos calurosos con elevada humedad por la cercanía del mar y el influjo propio de la huerta. La temperatura media anual suele rondar los 19 grados, con precipitaciones escasas pero en ocasiones pueden llegar a ser torrenciales (gota fría), los cielos suelen ser poco cubiertos y los vientos flojos.

## Etimología
Se desconoce el origen del vocablo Cox, pues no existe información paleográfica que lo acredite. Por tener solo dos consonantes se descarta su origen árabe. En el Repartimiento de Orihuela aparece como Benimancox, que se puede traducir como familia Amán, de Cox, es decir, el lugar donde residía esta familia musulmana en el momento de la conquista cristiana. 

## Historia

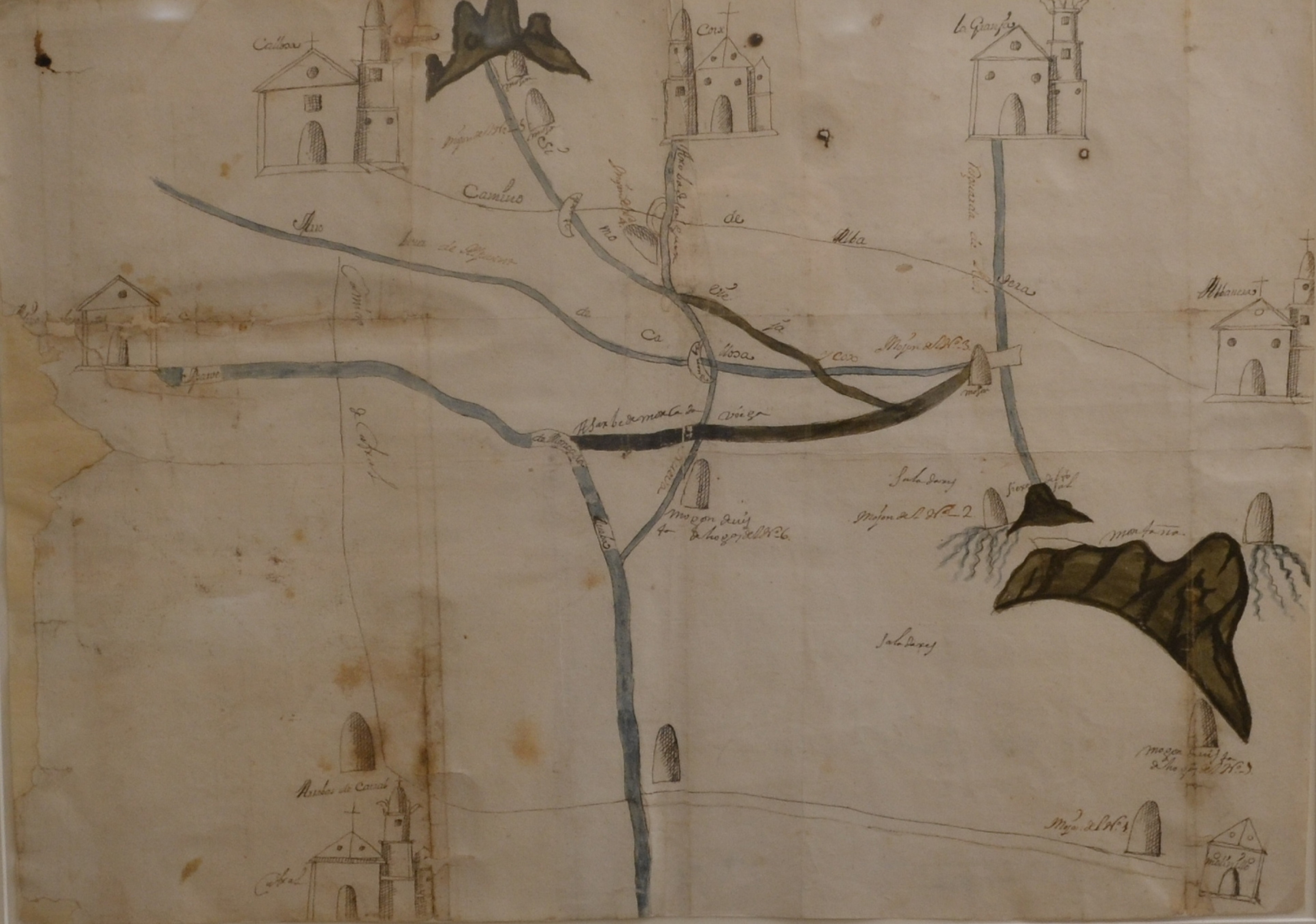
Mapa de 1729 de los términos municipales de Callosa de Segura, Cox, Albatera y la Granja de Rocamora.

Aunque los materiales arqueológicos recogidos en el privilegiado lugar que ocupa el cerro donde se asienta el castillo atestiguan una cronología a caballo entre el Calcolítico y la Edad de Bronce, continuada sin interrupción hasta hoy por la datación de los objetos encontrados, la seguridad como ocupación humana permanente hasta nuestro días podemos fecharla entre los siglos V y IV antes de Cristo, como atestiguan los basamentos de muros ibéricos encontrados dentro de la antemuralla medieval del castillo. Fue, pues, a la luz de los conocimientos actuales, el pueblo íbero el primero en establecerse, y que luego fue dominado sucesivamente por romanos, bizantinos, visigodos, y árabes hasta la llegada de las tropas aragonesas capitaneadas por Jaime I.
Si en principio la antigua alquería árabe de Cox había sido incluida en los territorios de la Corona de Castilla, por la sentencia arbitral de Torrellas de 1304 quedaba incorporado al Reino de Valencia y adscrito a la jurisdicción municipal de Orihuela.
En 1320, Jaime II cedía esta población a Arard de Mur, cuyo hijo fue autorizado a venderla a Jaume Vidal en 1339. Poco después, Vidal, preso del rey Pedro I (el Cruel, según unos, el Justiciero, según otros), para recuperar su libertad enajenó el Lugar por 25.000 maravedíes a favor de Sancha de Lorca, viuda de Martín Morata, y de Lázaro Gilabert, y una vez recuperada su propiedad, Jaume Vidal lo vendió a Berenguer Togores, quien, a su vez, lo vendió mediado el siglo XIV a Juan Ruiz Dávalos, el cual hizo la primera restauración documentada del castillo, cuyo aspecto conservó hasta principios del siglo XX y del que existe documentación fotográfica.
En el primer cuarto del siglo XVI, Cox conseguía su segregación como municipio independiente del de Orihuela. Fue lugar de moriscos, contabilizándose un total de 170 casas, habitadas en su mayoría por población musulmana. La expulsión de los moriscos en 1609 y la gran peste de 1648 dejó a la Vega Baja del Segura muy mermada de efectivos humanos, cubriéndose este vacío con inmigraciones de colonos castellanos.
Durante la época foral formó parte de la gobernación de Orihuela, pasando a pertenecer, en 1707, al corregimiento de Orihuela. En 1822 quedó incluida en la provincia de Murcia, pasando en 1833 a la de Alicante.

## Geografía humana

### Demografía
Cuenta con una población de 7622 habitantes (INE 2024).
| Gráfica de evolución demográfica de Cox entre 1842 y 2021                                                             |
| |
| Población de derecho según los censos de población del INE. Población de hecho según los censos de población del INE. |

### Economía
Cox es uno de los municipios más dinámicos de la zona, tiene un pujante comercio de frutas y hortalizas que comenzó con los humildes carros hacia los mercados próximos y se expandió vertiginosamente con la multitud de vehículos de venta ambulante que cada madrugada se dirigen a los distintos mercadillos de la provincia de Alicante, así como de las proviancias limítrofes. De ello dan cuenta la gran cantidad de almacenes mayorista de fruta, verduras y hortalizas que se dedican al comercio tanto nacional como internacionalmente de estas, aparte de abastecer a todo comercio de la zona.
También se han desarrollado otras industrias de fabricación de calzado, textiles, redes y derivados de la construcción que se alojan en los dos polígonos industriales de la localidad. La construcción es también un sector en auge, creándose en los últimos años gran cantidad de empresas relacionadas con este sector. No hay que olvidar que, durante muchos años, la agricultura fue el principal sector, Cox posee una rica huerta que aunque hoy no es la principal fuente de la economía local todavía conserva cierto peso.

## Política
En las pasadas elecciones municipales del 24 de mayo de 2015, el PP (Partido Popular) volvió a ganar por séptima vez consecutiva las elecciones municipales pero no logró la mayoría absoluta. Lo cual la alcaldía está formada por un cuatripartito. Liderado, durante los dos primeros años de gobierno el candidato de Ciudadanos con los apoyos de Compromís, el PSOE e Izquierda Unida, los cuales participan en el gobierno municipal. Y durante los dos años restantes gobernado por el candidato del PSOE. 
Con lo cual se configura la siguiente corporación municipal:
| Corporación municipal en Cox | |                                     |
| Nombre                       | Cargo | Partido                             |
| Francisco Cámara Hurtado     | 1.er Teniente de Alcalde, Sanidad y Servicios Sociale Alcalde años 2017-2018                                                                       | PSOE                                |
| Antonio M. Manresa N.        | Concejal de Seguridad Ciudadana, Tráfico, señalización y protección civil y Cementerio                                                             | PSOE                                |
| María E. Bernabé Soriano     | Concejala de Hacienda, Educación y Mujer | PSOE                                |
| Miguel A. Gambín Puig        | Alcalde | Ciudadanos-Partido de la Ciudadanía |
| José M. Marín Cuenca         | 4.º Teniente de Alcalde, Concejal de Comercio, mercado, industria y desarrollo local, urbanismo, modernización, nuevas tecnologías y transparencia | Ciudadanos-Partido de la Ciudadanía |
| Beatriz Nadal Rodríguez      | 3.ª Teniente de Alcalde, Concejala de Medio Ambiente                                                                                               | Compromís                           |
| José Pamies Marcos           | 2.º Teniente de Alcalde, Concejal de Cultura, Juventud, Turismo, Biblioteca, Patrimonio, Parques y jardines                                        | Esquerra Unida del País Valencià    |
| Tayo Pineda Pamies           | Oposición | PP                                  |
| Antonio Bernabeu Santo       | Oposición | PP                                  |
| Inma V. Martínez Serrano     | Oposición | PP                                  |
| Dori Lozano Ávila            | Oposición | PP                                  |
| Manuel A. Pérez Manresa      | Oposición | PP                                  |
| Andrés F. Saez Ramón         | Oposición | PP                                  |

| Resultados elecciones municipales 2023 en Cox   |            |                                 |                                 |                                |
| Partido político                                | Concejales | nº Votos municipales 28/05/2023 | nº Votos Autonómicas 24/05/2015 | nº Votos nacionales 26/06/2016 |
| Partido Popular (PP)                            | 9          | 2548                            | 1630                            | 2131                           |
| Partit Socialista del País Valencià (PSPV-PSOE) | 3          | 962                             | 916                             | 697                            |
| Vox                                             | 1          | 351                             |                                 |                                |

| Periodo   | Nombre                                                                    | Partido                   |
| --------- | ------------------------------------------------------------------------- | ------------------------- |
| 1979-1983 | José Lozano Ávila                                                         | UCD                       |
| 1983-1987 | Antonio Rives Faura                                                       | PSPV-PSOE                 |
| 1987-1991 | José Pic Zambrana                                                         | PSPV-PSOE                 |
| 1991-1995 | José Pertusa Bernabéu                                                     | PP                        |
| 1995-1999 | José Pertusa Bernabeu                                                     | PP                        |
| 1999-2003 | José Pertusa Bernabeu                                                     | PP                        |
| 2003-2007 | Carmelo Rives Fulleda                                                     | PP                        |
| 2007-2011 | Carmelo Rives Fulleda                                                     | PP                        |
| 2011-2015 | Carmelo Rives Fulleda                                                     | PP                        |
| 2015-2019 | Miguel Ángel Gambín Puig (2015-2017) Francisco Cámara Hurtado (2017-2019) | Cs - Ciudadanos PSPV-PSOE |
| 2019-2023 | Antonio Bernabeu Santo                                                    | PP                        |
| 2023-act. | Antonio Bernabeu Santo                                                    | PP                        |

## Lugares de interés

### Castillo de Cox

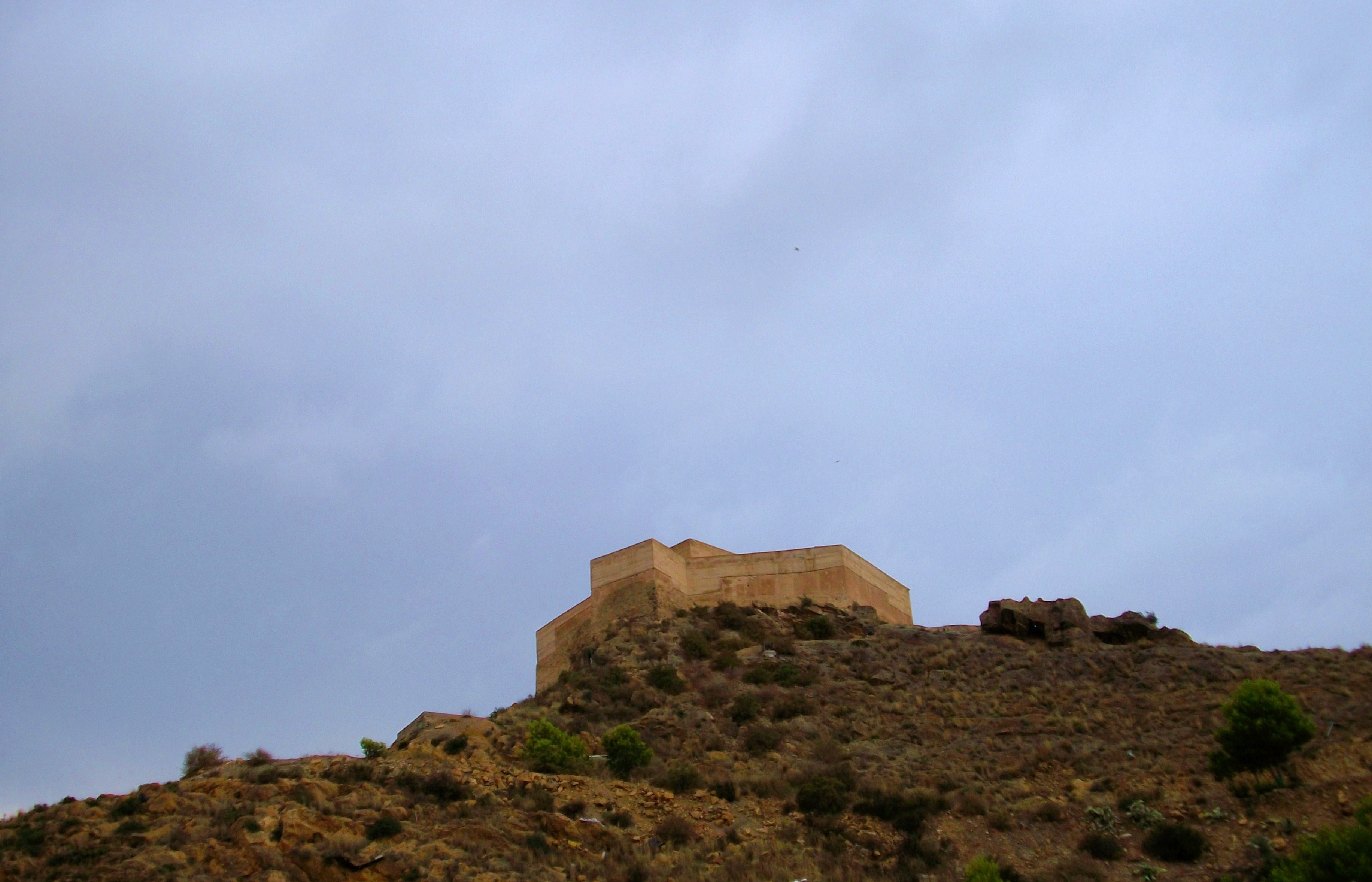
Castillo de Cox.

Es el principal monumento de la localidad, de origen musulmán está declarado como uno de los más antiguos de la Comunidad Valenciana y de España.
El Castillo de Cox se sitúa sobre la cima de unos 80 metros de altura, el cual, gracias al corte producido para el paso de la antigua carretera Alicante–Murcia, forma una pequeña isla en una estribación al noreste de la Sierra de Cox, presidiendo la población. Ofrece una hermosa vista de la Vega Baja del Segura y en sus laderas y cimas se han hallado restos arqueológicos de todas las culturas sin interrupción desde la Edad de Bronce hasta hoy, con especial presencia ibérica, romana y medieval. Hacia el año 1466 se acometió una restauración a fondo a instancias del señor del lugar, Juan Ruíz Dávalos, que lo doto de una capilla en honor de Santa Bárbara, donde todos los años por su festividad subían los vecinos de Cox a oír santa misa. 
En el siglo XVIII se hicieron obras en el Vía Crucis creando un acceso más fácil al castillo. Según Montesinos que lo visitó hacia el año 1795, este contaba con fuertes calabozos o mazmorras cavados en la peña, donde servían de prisión. Así mismo, este autor escribió que el recinto disponía de "almenas, garitas y miradores". Este castillo se compone de una maciza mole de mampostería sin matacanes ni almenas. Consta de un recinto amurallado y palacio de planta poligonal.
Fue restaurado a finales del siglo XX de acuerdo a su aspecto original.

### Iglesia de San Juan Bautista
Es un templo de estilo Barroco-Neoclásico, construido entre los años 1774 y 1778 por el arquitecto don Miguel de Francia Guillén, bajo el episcopado de don José Tormo y Juliá. Fue cimentado sobre las bases de la anterior iglesia y primitiva mezquita árabe y desde sus comienzos dedicado a la advocación de san Juan Bautista con la categoría de primer ascenso y altar privilegiado, siendo en 1597 convertido en parroquia. La solidez de esta iglesia quedó patente con el espantoso terremoto del 12 de marzo de 1829, que no le hizo el menor daño. La advocación en honor a san Juan Bautista se debe presumiblemente al señor de Cox, Juan Ruiz Dávalos que quiso perpetuar su onomástica en esta iglesia. Así mismo la plaza de San Juan debe su nombre a este santo patrón.

### Santuario de Nuestra Señora del Carmen
Situado a las afueras del Lugar, hoy centro urbano y junto al Camino Real, se levanta este convento, donde según una antigua leyenda, se produjo la aparición y hallazgo de la primitiva patrona de Cox, María Santísima de las Virtudes, y sobre la antigua ermita medieval de ésta. En el año 1611 el señor del Lugar de Cox D. Juan Ruiz Dávalos que poseía un palacio junto a la ermita de las Virtudes, dona a la Orden de los Carmelitas Calzados estos dos edificios para edificar sobre ellos el convento. Su construcción finaliza en julio de 1611.
Del complejo arquitectónico de entonces (claustro, celdas, capilla…) sólo ha llegado hasta nosotros la iglesia del monasterio. Sencilla y tosca, consta de una sola nave abovedada con capillas embutidas ente los contrafuertes. La fachada, austera y monacal, preside una bella plaza sobresaliendo su campanario con un primer cuerpo de portentoso basamento de sillares de cantería. De decoración sobria en el interior, llama la atención el camarín circular de la patrona que preside el altar mayor, construido en 1780. 
- La Virgen del Carmen de Cox.

Se ha convertido en el mayor signo de identidad de la localidad, pues pocos municipios alcanzan una simbiosis tan profunda con su patrona. Cada mes de julio miles de peregrinos llegan hasta su altar; el convento se llena de bullicio ante una de las imágenes más populares de la Vega Baja, pues su procesión convoca a miles de devotos. 
En el documento "Memoramum" de julio de 1504 se recoge la cesión de una imagen de la Virgen del Carmen por parte del Sr. de Cox y con la fundación del Convento Carmelita de 1611 esta festividad empieza a establecerse. En 1877 se funda la Cofradía del Carmen y en su registro aparecen devotos de todos los pueblos circundantes y de otros pueblos de España. La Virgen del Carmen de Cox es desde mediados del siglo XIX la patrona, pero esto se confirma con la celebración del IV Centenario de 1904 donde pasa a ocupar el camarín del Altar Mayor del Convento. En el año 1953 es coronada canónicamente por el obispo de Orihuela, recibiendo así la más alta distinción que la Iglesia concede a las imágenes de María. En el año 2004 se celebró el V Centenario de la advocación de la Virgen del Carmen y fue nombrada alcaldesa Honoraria y Perpetua de Cox. En sus cinco siglos de historia varias han sido las representaciones iconográficas de la Virgen hasta llegar a la bellísima talla actual del escultor José Sánchez Lozano.

### Museo Villa de Cox
Se encuentra en la casa de cultura. En el museo se pueden observar curiosidades del pueblo, como fotos, restos antiguos, herramientas antiguas usadas en la huerta, etc.

### Molino de Cox
Edificio del siglo XVII que pertenecía al Señor de Cox. Consta de tres plantas y presenta unas dimensiones poco comunes al resto de molinos harineros de La Mancha.
Es el único molino que se encuentra en la comarca de la Vega Baja del Segura.

### Cueva del Perro
Es una cueva situada en el paraje de San Isidro y a los pies de la sierra. Está formada por una geomorfología subterránea de una pared colgada y una sima piezométrica. En su interior alberga un importante hábitat y especies destacables, siendo una de las últimas colonias de quirópteros de la Comunidad Valenciana, como Myotis blythii, Myotis myotis y Rhinolophus ferrumequinum.

## Gastronomía
Es típico un postre llamado plato subido, que se elabora con merengue y otros ingredientes comunes del pueblo. 

## Fiestas
- San Isidro (15 de mayo), se realiza una romería a la ermita del santo.
- Virgen del Carmen (16 de julio), fiestas del 13 al 18, con desfiles de Moros y Cristianos.